# 성후역
성후역(城後驛)은 조선민주주의인민공화국 함경북도 길주군에 위치한 백두산청년선의 철도역이다.